# Catatrama
Catatrama är ett släkte av svampar. Catatrama ingår i familjen Amanitaceae, ordningen Agaricales, klassen Agaricomycetes, divisionen basidiesvampar och riket svampar.
|           | Limacella                                 |
|           |                                           |
|           | Amanita                                   |
|           |                                           |
|           | Amarrendia                                |
|           |                                           |
| Catatrama | \| \| Catatrama costaricensis \| \| \| \| |
|           | \| \| Catatrama costaricensis \| \| \| \| |
|           | Torrendia                                 |
|           |                                           |
|           | Catatrama costaricensis                   |
|           |                                           |

|  | Catatrama costaricensis |
|  |                         |